# Kidnapping! Paga o uccidiamo tuo figlio
Kidnapping! Paga o uccidiamo tuo figlio è un film del 1969 diretto da Alberto Cardone
Conosciuto anche come: 20.000 dollari sporchi di sangue

## Trama
L'ex sceriffo alcolizzato Fred Leinster viene ingaggiato per pagare il riscatto del rapimento di un ragazzo.